# Andy Cubas
Andy Cubas – peruwiański zapaśnik. Siódmy w igrzyskach panamerykańskich i piąty na mistrzostwach panamerykańskich w 2003. Brązowy medalista igrzysk boliwaryjskich w 2005 i 2009 roku.